# Municipio de Zapotlán el Grande
El municipio de Zapotlán el Grande es uno de los 125 municipios en que se divide el estado mexicano de Jalisco, ubicado en la región Sur del mismo. Su cabecera municipal es Ciudad Guzmán. 
Su nombre proviene del náhuatl y significa Tzapotlan (Lugar junto a los árboles de zapote o lugar de frutos redondos. Donde se veneraba la diosa Tzapotlatena, que curaba con emplastos de resina). Su extensión territorial es de 295,29 km². Según el Censo de Población y Vivienda 2010, el municipio tiene 115 141 habitantes y la cabecera municipal cuenta con 98 750 habitantes y se dedican principalmente al sector terciario.
Algunos artistas como: José Clemente Orozco, Rubén Fuentes, Consuelo Velázquez, José Rolón, Guillermo Jiménez, Esmeralda Pimentel y Juan José Arreola nacieron en el municipio entre otros muchos.

## Toponimia

Toponimia utilizada antes de obtener el escudo de armas.

Existen dos versiones sobre su nombre primitivo, la primera y la más aceptada dice que se llamó "Tlayolán" o "Tlayola", que significa: "Tierra de Mucho Maíz". La segunda versión dice que se llamó "Tzapotlán" que se interpreta como: "Tierra Abundante de Zapotes, Calabazas y Maíz".
Zapotlán, a través de su larga y azarosa vida, ha recibido varias denominaciones: primeramente se llamó Tlayolán, luego Tzapotlán, después Tzaputlán y pueblo de Santa María de la Asunción de Zapotlán, nombre que le adjudicó fray Juan de Padilla al ponerlo bajo la advocación de la virgen. El nombre de Zapotlán el Grande lo llevó oficialmente durante 150 años. Sin embargo, el 19 de abril de 1856, en memoria de Gordiano Guzmán se le puso el nombre de Ciudad Guzmán; siendo gobernador de Jalisco Santos Degollado. Sin embargo, el 9 de enero de 1997, se publica el decreto número 16474, en el que se aprueba el cambio de nombre del municipio de Ciudad Guzmán por el de Zapotlán el Grande.

## Historia

### Época precolombina
Esta población data de 1800 a 100 años a. C. y fue habitada por diferentes tribus venidas del norte. También habitaron la región los nahoas. Procedían de "Chicomoztoc" (lugar de las siete cuevas) una de cuyas tribus siguió el rumbo de la costa del Océano Pacífico para asentarse en la gran zona de Zapotlán hacia el año 500 a. C. Algo más tarde pasó por la zona el grupo tlahuica, cuya lengua pertenece al grupo otomangue, fundando Tonila (casas de piedra), mas al encontrarse con la inmigración del grupo meca cambiaron de rumbo y se dirigieron al lago de Chapala, de donde prosiguieron hasta el ahora estado de Zacatecas. En el año 542 llegaron los Toltecas, duraron 20 años y al retirarse dejaron a Tzapotlán tributario de Tula. Después de los toltecas poblaron esta región los chichimecas y los nahuatlacos; en el año 1480 esta región fue invadida por los tarascos desatando la Guerra del Salitre.

### Conquista
Zapotlán fue descubierta por el conquistador Cristóbal de Olid y Juan Rodríguez de Villafuerte, de 1521 a 1522, mandados por Hernán Cortés para explorar. En el año 1523 el conquistador Alonso de Ávalos realizó sin tropiezos la conquista de Sayula (más tarde llamada provincia de Ávalos en honor de él) a la que pertenecía Zapotlán. En 1524 estuvo en Zapotlán Francisco Cortés de San Buenaventura. A mediados de 1533 Fray Juan de Padilla reunió a los pobladores para fundar el actual Zapotlán, encontró resistencia del cacique, viéndose obligados a establecer en Tenamaxtlán. A finales de 1533 la fundación de Zapotlán se realizó en forma definitiva. En la montaña oriente, no lejos del poblado, hay una escritura rupestre que nos habla de la existencia de los primeros pobladores. En grandes monolitos que los lugareños denominan Las Peñas de los Compadres, se advierten jeroglíficos sobrepuestos. Hay los mismos vestigios en la Piedra del Diablo, que se encuentra en la orilla norte del arroyo Chuluapan: arroyo que serpenteando baja de la montaña o arroyo torcido; en el nevado afuera de la Cueva Ahumada; en la Barranca de los Monos y en las proximidades de Huescalapa.

### SigloXIXyXX
Se le concedió el título de ciudad por decreto el día 27 de marzo de 1824 y se le da ayuntamiento; fue capital provisional del estado con residencia de poderes del día 12 de diciembre de 1914 al 20 de enero de 1915 y del 11 de febrero al 27 de abril de 1915. Desde 1825 perteneció al 4.º cantón de Sayula hasta 1878 en que se formó el 9.º cantón y fue Ciudad Guzmán la cabecera. El 9 de enero de 1997, se cambia el nombre del municipio de Ciudad Guzmán por el de Zapotlán el Grande, conservando intacto el de la cabecera municipal.

## Geografía física

### Ubicación
Zapotlán el Grande se localiza entre las coordenadas 19°34′12″ y 19°46′0″ de latitud norte y 103°23′0″ a los 103°38′00″ de longitud oeste; a una altura aproximada de 1580 metros sobre el nivel del mar.
El municipio colinda al norte con el municipio de San Gabriel, Gómez Farías y Tamazula de Gordiano; al este con los municipios de Tamazula de Gordiano y Zapotiltic; al sur con los municipios de Zapotiltic, Tuxpan, Tonila y Zapotitlán de Vadillo; al oeste con los municipios de Zapotitlán de Vadillo y San Gabriel.

### Orografía
La mayor parte de su superficie está conformada por zonas planas (46 %) y zonas semiplanas (16 %) que se localizan en el centro sur, y al norte en lo que forma la laguna de zapotlán, con alturas de los 1500 a los 1700 m s. n. m. Las zonas accidentadas (38 %) se localizan en la parte sureste del municipio en donde tienen vecindad con el Volcán de Colima, con alturas de los 1600 a los 3700 m s. n. m.

#### Suelo
La composición de los suelos es de tipos predominantes feozem háplico, cambisol éutrico y castañozem háplico. El municipio tienen una superficie territorial de 29 529 hectáreas, de las cuales 9979 son utilizadas con fines agrícolas, 4748 en la actividad pecuaria, 11 400 son de uso forestal, 758 son suelo urbano y 2644 hectáreas tienen otro uso. En lo que a la propiedad se refiere, una extensión de 20 406 hectáreas es privada y otra de 9123 es ejidal; no existiendo propiedad comunal.

### Hidrografía
Sus recursos hidrológicos son proporcionados por la laguna de Zapotlán y algunos arroyos como: La Joya y El Leoncito que alimentan el acueducto de la Catarina, además de Los Guayabos, Chuluapan y El Chapulín.

### Clima
El clima es semiseco, con invierno y primavera secos, y cálido, sin cambio térmico invernal bien definido. La temperatura media anual es de 20 °C, con máximo de 27 °C y mínima de 12,1 °C. El régimen de lluvias se registra en junio y julio, contando con una precipitación media de los 694,4 milímetros. El promedio anual de días con heladas es de 10. Los vientos son variables y generalmente sin intensidad.

## Flora y fauna
La flora está conformada por pino, encino y fresno; existen también árboles frutales como durazno, tejocote, arrayán, zarzamora, granada y pera.
La fauna se compone de venados, conejos, leoncillos, gato montés, ardillas, patos y otras especies menores.

## Economía

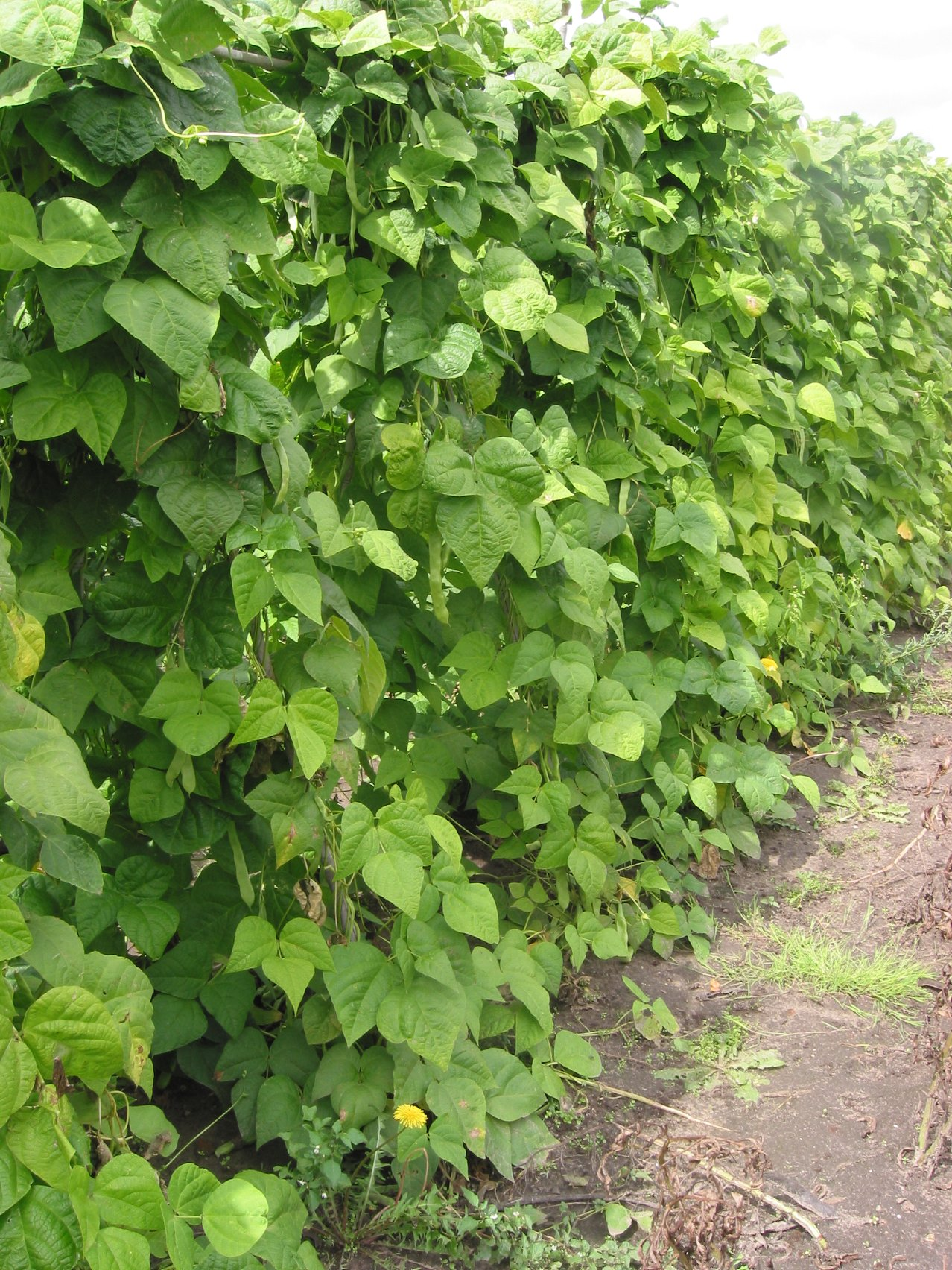
Se cultiva frijol en el municipio.

El 6,87 % de los habitantes se dedica al sector primario, el 24,37 % al sector secundario, el 65,77 % al sector terciario y el resto no se específica. El 34,49 % se encuentra económicamente activa. Las principales actividades económicas son: educación, comercio, servicios, industria, agricultura y ganadería.
- Educación: Gran parte de la actividad económica dependen de la población universitaria, la cual se conforma de estudiantes de localidades circundantes.
- Agricultura: se cultiva aguacate, maíz, frijol, sorgo y caña de azúcar.
- Ganadería: se cría ganado bovino, porcino y ovino. Además de aves.
- Industria: Existen además otras industrias, en las que se fabrica cerillos, productos de madera y químicos.
- Turismo: Atractivos naturales:parque nacional Nevado el Colima, parque ecológico las peñas, ruta Off Road a "El Calaque", laguna de Zapotlán además del centro histórico.
- Comercio: cuenta con restaurantes, mercado y tiendas de autoservicio, departamentales y centros comerciales. Predomina la venta de productos de primera necesidad y los comercios mixtos que venden artículos diversos.
- Servicios: se prestan servicios financieros, profesionales, técnicos, comunales, sociales, personales y de mantenimiento.
- Explotación forestal: se explota el pino.
- Pesca: se captura tilapia, carpa y trucha.

## Infraestructura
- Educación

El 94,17 % de la población es alfabeta, de los cuales el 18,16 % ha terminado la educación profesional. El municipio cuenta con 34 preescolares, 50 primarias, 14 secundarias, 10 bachilleratos, 1 Universidad Pedagógica Nacional, 1 Instituto Tecnológico (ITCG), 1 Centro Universitario (U de G [CUSur]) y 18 centros de capacitación para el trabajo. Además, desde el año de 1960 el CNR o Centro Normal Regional, institución que por decreto presidencial dentro de la infraestructura federal del plan de once años se construyó, Con estudios hechos y conocedores de la necesidad de una nueva y productiva investigación experimentación agrícola, el presidente de la República Lic. Adolfo López Mateos, con base en su investidura y en el decreto presidencial de 1917, dotó al nuevo centro de estudios, de múltiples y diversos recursos para un mejor desarrollo educativo. Entre los cuales se encontraba un campo de experimentación agrícola de más de 8 hectáreas, lugar donde de acuerdo al plan de estudios de entonces era necesario y urgente desarrollar el aprendizaje de la agricultura; además dotó y se equipó con canchas deportivas, alberca, un teatro cerrado y abierto, espacio para talleres de hojalatería, crianza de cerdos, conservación de alimentos. Así el presidente el día 8 de diciembre de 1960, de manera personal, acudió al municipio y recorrió, parte a parte, todo el nuevo centro de estudios, desde las instalaciones físicas, hasta el predio que para efectos de experimentación agrícola en ese momento le estaba entregando al director Alfredo González Vargas. Fue así que colocó la primera piedra del hoy conocido CREN de Cd. Guzmán.
- Salud

La atención a la salud es atendida por la Secretaría de Salud del estado en el Hospital Regional de Ciudad Guzmán, el Instituto Mexicano del Seguro Social, el Instituto de Seguridad y Servicios Sociales de los Trabajadores del Estado y la Cruz Roja; también existen hospitales privados como el hospital Santa Cecilia, Sanatorio San José, Sanatorio Santa Rosalía, Hospital San Vicente y médicos particulares. El Sistema para el Desarrollo Integral de la Familia (DIF) se encarga del bienestar social.
- Deporte

Cuenta con centros deportivos, en los que se practica: fútbol (balompié), baloncesto, atletismo y voleibol; además destacan las escuelas de remo y canotaje por su alto nivel de rendimiento. Cuenta con centro culturales, plaza, bolerama, cine, palenque, museo, parques, jardines y bibliotecas.
- Vivienda

Cuenta con 22 915 viviendas, las cuales generalmente son privadas. El 96,74 % tiene servicio de electricidad, el 94,31 % tiene servicio de drenaje y agua potable. Su construcción es generalmente a base de ladrillo, concreto y tabique.
- Servicios

El municipio cuenta con servicios de agua potable, alcantarillado, alumbrado público, mercados, rastro, cementerios, vialidad, aseo público, seguridad pública, parques, protección civil, bomberos, jardines y centros deportivos.
El 98,4 % de los habitantes disponen de agua potable; el 97,2 % de alcantarillado y el 99,1 % de energía eléctrica.
- Medios y vías de comunicación

Cuenta con servicio de correo, fax, telégrafo, teléfono, servicio de radiotelefonía y señal de radio, Internet y televisión, televisión por cable. Recibe las señales de Movistar, Telcel, Iusacell, Unefon y Nextel.
El transporte se efectúa a través de la carretera libre Guadalajara-Manzanillo, o bien a través de la autopista de cuota Guadalajara- Manzanillo. Cuenta con una red de carreteras estatales que comunican las localidades, igualmente la vía de comunicación con el suroeste es la carretera estatal Ciudad Guzmán-Autlán de Navarro; el transporte se realiza en autobuses públicos o vehículos de alquiler y particulares. Además cuenta con servicio de ferrocarril de carga.

## Demografía
Según el II Conteo de Población y Vivienda, el municipio tiene 96 050 habitantes, de los cuales 46 150 son hombres y 49 900 son mujeres; el 0,55 % de la población son indígenas.
| 62 353                     | 74 068 | 86 743 | 96 050 |
| (Fuente: [cita requerida]) |        |        |        |

### Religión

Principales localidades del municipio

El 94,61 % profesa la religión católica, existen también comunidades de testigos de Jehová, Adventistas del Séptimo Día, mormones, protestantes y creyentes de otras religiones. El 0,90 % de los habitantes ostentan no practicar religión alguna.

### Localidades
En el censo de 2020 el municipio de Zapotlán el Grande contaba con 38 localidades.
| Código INEGI      | Localidad         | Población (2020) |
| ----------------- | ----------------- | ---------------- |
| 140230001         | Ciudad Guzmán     | 111 975          |
| 140230008         | La Mesa           | 1 018            |
| Otras localidades | Otras localidades | 2 148            |
| Total municipal   | Total municipal   | 115 141          |

## Cultura

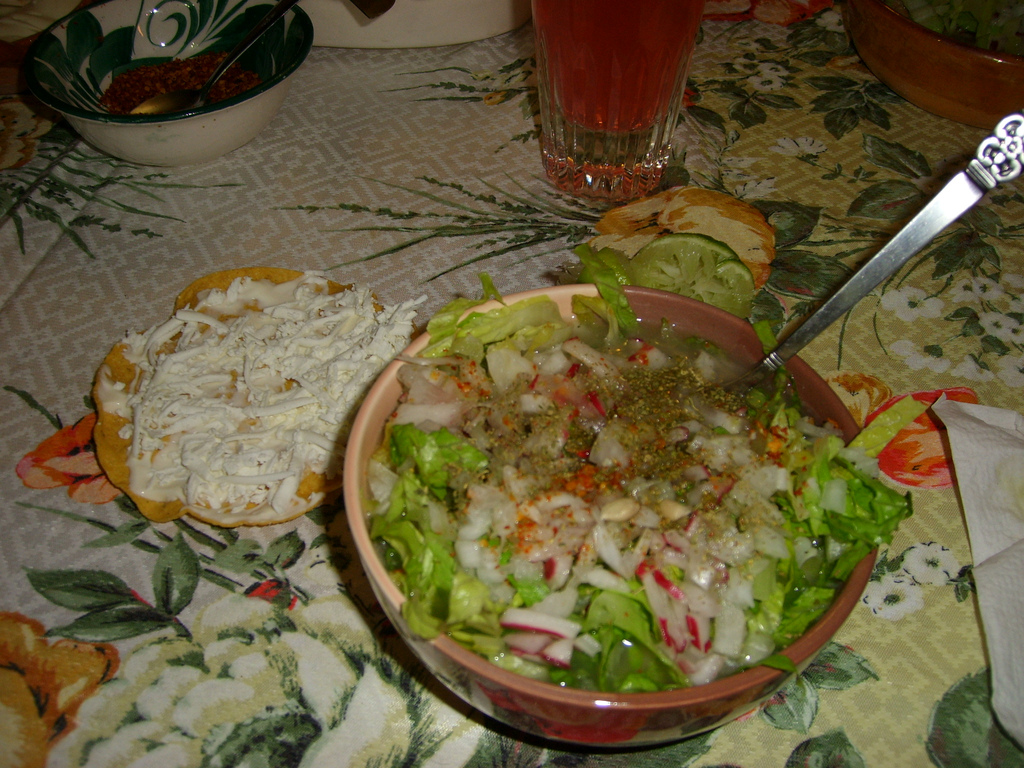
Pozole.

- Artesanía: se fabrican velas, huaraches, productos tallados en madera; además se hacen figuras de cerámica, hierro forjado y mármol.

- Gastronomía: de sus comidas el pozole, la birria, la  cuachala, el picadillo, la barbacoa, el chile de uña y la sopa de pan; y de sus bebidas el ponche de granada y de frutas regionales. las palanquetas de nuez.

- Pintura: destacan el mural en alto relieve sobre José Clemente Orozco, realizado por Ramón Villalobos Castillo (Tijelino), el mural "humanismo Trascendente" realizado por Alberto Vázquez, el óleo del escudo de armas y los murales de la catedral.

- Literatura: El arte de la literatura en Zapotlán el Grande tiene una rica tradición que viene desde la colonia, ya que los españoles trajeron textos de renacentistas e influyeron en algunos pocos casos en su comportamiento. Pero fue en el siglo XIX cuando se empezó a desarrollar la literatura zapotlense que ha sido significativa y un gran legado para la cultura de Jalisco y de México.

- Escultura:
  - Escultura de José Clemente Orozco, plaza 5 de Mayo.
  - Monumento a Benito Juárez Plaza 5 de Mayo.
  - Águila del palacio municipal.
  - Busto de Juan José Arreola, plaza 5 de Mayo.
  - Escultura de José María Arreola, antigua estación de ferrocarriles.
  - Altorrelieve de Miguel Hidalgo y Costilla. jardín del Rico
  - Monolito de piedra a José Clemente Orozco, entrada de la ciudad.
  - Monumento a Guillermo Jiménez, plaza del Testarazo o de Ameca.
  - Monumento a Consuelo Velázquez del Valle, plaza 5 de mayo.
  - Glorieta a la diosa Tzaputlatena. entrada poniente de la ciudad.
  - Monumento y escultura a la Solidaridad. entrada sur de la ciudad.
  - Monumento y busto de Rubén Fuentes Gassón, plaza 5 de Mayo.
  - Monumento y relieve a Idolina Gaona de Cossio, Av. Universidad de Guadalajara.
  - Escultura a Juan José Arreola en Casa Taller Literario "Juan José Arreola".
  - Bustos de Juan Soto Vizcaíno y Ramón Villalobos Castillo " Tijelino".
  - Busto del obispo Serafín Vázquez Elizalde en Seminario Conciliar de San José de Zapotlan.

### Fiestas
Desde 1937 durante las fiestas del Señor San José patrono juramentado de Zapotlán, se realizan peregrinaciones donde le ofrecen respeto y devoción, festejándose además con verbenas populares, predicaciones, danzas y juegos pirotécnicos, mismas que concluyen con un desfile de carros alegóricos, cargando en andas al Santo Patrono. Cabe mencionar que la imagen de san José, es la única que ha sido coronada pontificalmente en la República Mexicana por decreto del Papa.[cita requerida] El día principal de la feria se realiza el 23 de octubre.
Festival Cultural de la Fundación de la Ciudad
Hace algunos años con motivo del aniversario de la fundación de la ciudad (15 de agosto de 1533) se celebra el festival cultural más importante de la ciudad. Durante dicho actividad se lleva a cabo la entrega de la presea al mérito ciudadano por parte del Gobierno Municipal de Zapotlán el Grande. Además se realizan toda una serie de actividades artístico culturales en beneficio de la población.

## Política
Su forma de gobierno es Ayuntamiento Municipal autónomo con atribuciones señaladas en ordenamientos del gobierno estatal y federal; se realizan elecciones cada 3 años, en donde se elige al presidente municipal. El presidente municipal actual es Jorge de Jesús Juárez Parra (PT).
El municipio cuenta con 44 localidades, siendo las más importantes: Ciudad Guzmán (cabecera municipal), Atequizayán, El Campanario, Colonia del Fresnito y Los Depósitos.

### Presidentes municipales
| - (1943): Guillermo Ochoa Mendoza - (1944): Trinidad Mata - (1945 - 1946): Evaristo S. Sánchez - (1946 - 1949): Carlos Guerra Medina - (1949): Alfonso Moreno Vera - (1949 - 1950): Fortino Briseño de Los Ángeles - (1950 - 1952): Luis Morales Orozco - (1952): Carlos M. Villanueva - (1952 - 1955): Salvador Medina Guerra - (1955 - 1958): Manuel Sánchez Aldana - (1958): Miguel Velasco - (1958 - 1961): Evaristo S. Sánchez - (1961 - 1964): Salvador Medina Guerra - (1964 - 1967): León Elizondo Díaz - (1967 - 1970): Vidal Magaña del Toro - (1970 - 1973): Genaro Álvarez López - (1973 - 1976): Enrique Arreola Silva | - (1976 - 1979): María Elena Larios González - (1979 - 1982): Carlos Páez Still - (1982 - 1985): Miguel Morales Torres - (1985 - 1988): Miguel Flores Casillas - (1988 - 1992): León Elizondo Díaz - (1992 - 1994): Alberto Cárdenas Jiménez - (1994 - 1995): Luis Severo Vizcaíno Interino - (1995 - 1997): Rafael Ríos Martínez - (1997 - 2000): Lázaro Eduardo Cárdenas Jiménez - (2000 - 2003): Luis Carlos Leguer Retolaza - (2003 - 2006): Humberto Álvarez González - (2006 - 2009): Dagoberto Moreno Leal - (2009 - 2012): Anselmo Abrica Chávez - (2012 - 2015): José Luis Orozco Sánchez Aldana - (2015 - 2018): Alberto Esquer Gutiérrez - (2018 - 2021): José de Jesús Guerrero Zúñiga - (2021 - 2024): Alejandro Barragán Sánchez - (2024 - 2027): Magaly Casillas Contreras |

## Personajes
- José María González de Hermosillo, nació el 2 de febrero de 1774, fue insurgente durante la guerra de independencia en México en el norte del país. La ciudad de Hermosillo, Sonora, lleva su nombre.
- Rubén Fuentes Gassón, violinista clásico y compositor, nació 15 de febrero de 1926.
- José Clemente Orozco, nació el 23 de noviembre de 1883, pintor.
- Alberto Cárdenas Jiménez, nació el 4 de abril de 1958. Gobernador del Estado de Jalisco (1995-2001)
- Consuelo Velázquez, compositora.
- José Rolón, José Paulino Rolón Alcaraz, compositor y director de orquesta.
- Juan José Arreola, escritor, poeta y ensayista.
- Guillermo Jiménez (escritor y diplomático), escritor, diplomático, nació el 9 de marzo de 1891
- José Jerónimo Arzac, nace en 1770. Militar y presbítero, a él se debe la separación del territorio de Colima de Jalisco
- Lucio Uribe, nació el 6 de diciembre de 1840, alarife y político mexicano
- Pedro Weber "Chatanuga", nació el 27 de noviembre de 1933, actor mexicano conocido como “Chattanooga” o “Chatanuga”.
- Guadalupe Marín, modelo, 16 de octubre de 1895 - 16 de septiembre de 1981.
- Héctor Alfonso Rodríguez Aguilar, Escritor, periodista y promotor cultural, nació el 28 de enero de 1968.
- Arturo Álvarez Rodríguez, catedrático y humanista, hijo ilustre de Zapotlán el Grande,  8 de mayo de 1935 – Guadalajara, Jalisco, 28 de noviembre de 1992.
- María Cristina Pérez Vizcaíno, poetisa.
- Tranquilino Ubiarco Robles, sacerdote, mártir y santo católico.
- Fray Antonio de Aguilar, misionero, humanista y religioso franciscano. Nació el 30 de mayo de 1718 - 12 de julio de 1781.
- Engelberto Aguilar Macías, Músico y director coral, nació el 19 de enero de 1945.
- Pbro. José María Arreola Mendoza, sacerdote y científico, nació el 2 de septiembre de 1870 - 28 de noviembre de 1961.
- Vicente Preciado Zacarías, profesor universitario, científico, periodista y escritor. Nació el 12 de mayo de 1936.
- Víctor Manuel Pazarín, editor, escritor y poeta, nació el 20 de marzo de 1963 - +10 de abril del 2021.
- Virginia Arreola Zúñiga, poetisa, narradora y profesora, nació el 15 de junio de 1933.

## Ciudades Hermanas
- San Felipe (Chile), Chile[13]